# سیارک ۵۳۳۲

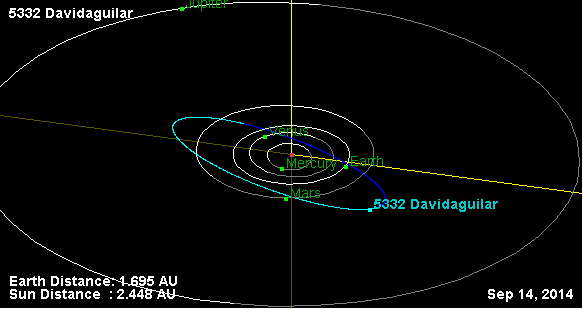
نگاره‌ای از محل سیارک ۵۳۳۲ در مدار - ۲۰۱۳

سیارک ۵۳۳۲ (به انگلیسی: 5332 Davidaguilar، نامگذاری:1990DA) پنج هزار و سیصد و سی و دومین سیارک کشف شده‌است که در ۱۶ فوریه ۱۹۹۰ کشف شد. نام این سیارک برگرفته از نام «دیوید آگویلار»، مدیر روابط‌عمومی مرکز اخترفیزیک هاروارد-اسمیت‌سونیان می‌باشد.